# Rwx
Rwx is een bestandstype voor 3D-objecten. Gerelateerd aan Renderware.
In een texteditor als Notepad is het mogelijk vrij eenvoudig objecten te maken. 
RWX objecten worden ook gebruikt in de virtuele chatomgeving Active Worlds.